# Escola de Educação Física e Esporte da Universidade de São Paulo
A Escola de Educação Física e Esporte da Universidade de São Paulo (EEFEUSP) é a primeira escola civil de educação física do Brasil e surgiu para atender o grande aumento na demanda de profissionais especializados para suportar o processo educativo da rede pública de ensino.

## Histórico
A EEFEUSP foi fundada em 1931 pelo Departamento de Educação Física do Governo do São Paulo com o nome de Escola Superior de Educação Physica do Estado de São Paulo – ESEP, no entanto suas atividades somente tiveram início em 1934 com a aula inaugural ocorrida no Parque Dom Pedro II e ministrada pelo Professor Emérito Dr. Jarbas Salles de Figueiredo.
A instituição ocupou alguns espaços como a Escola da Educação Física da Polícia Militar, Associação Atlética São Paulo, Clube de Regatas Tietê, Esporte Clube Pinheiros, Parque da Água Branca, Clube Esperia, Estádio do Pacaembu e Conjunto Esportivo do Ibirapuera antes de ser integrada à Universidade de São Paulo em 1969 e se instalar no campus de São Paulo - Cidade Universitária Armando de Salles Oliveira em 1975.
A EEFE-USP foi pioneira também com a implantação do curso de mestrado em educação física em 1977 e o doutorado em 1989.

## Cursos oferecidos
- Bacharelado em Educação Física
- Licenciatura em Educação Física

## Departamentos
- Esporte
- Pedagogia do Movimento Humano
- Biodinâmica do Movimento Humano

## Biblioteca Cyro de Andrade
- Criada em 1962, a Biblioteca Cyro de Andrade da EEFEUSP possui um dos maiores acervos da América Latina sobre Educação Física e Esporte. Oferece empréstimos (seguindo sua política de empréstimo), consultas, auxílio na confecção de fichas catalográficas, dentre outros serviços.